# Meister von Mondsee

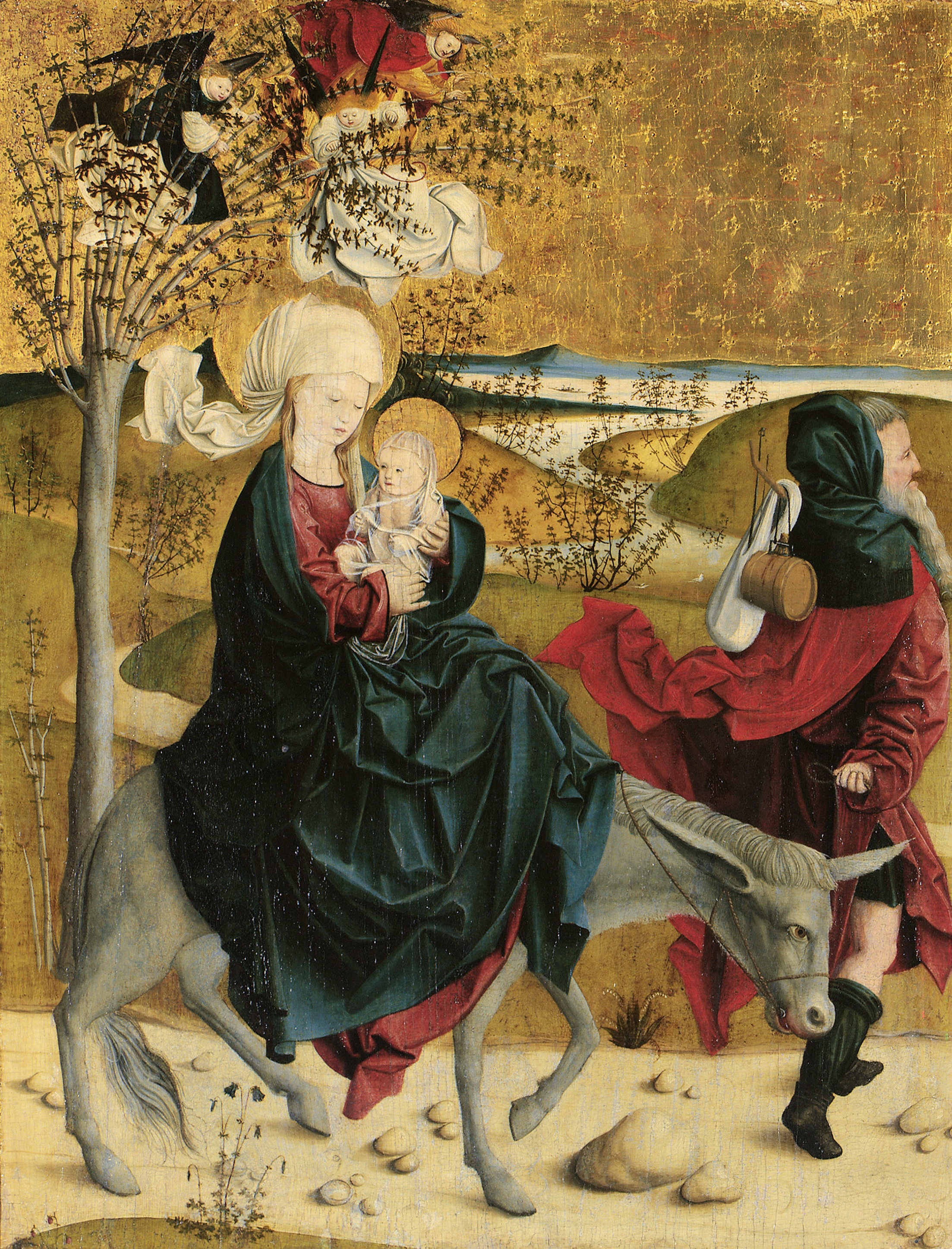
Meister von Mondsee: Altar aus dem Stift Mondsee, Innenflügel, Szene: Flucht nach Ägypten, Ende des 15. Jahrhunderts

Mit Meister von Mondsee wird ein namentlich nicht bekannter spätgotischer Maler aus der Region um Wien und Salzburg bezeichnet. Er wirkte um 1480 bis 1510 in Salzburg und erhielt seinen Notnamen nach dem von ihm um 1497 für die Stiftskirche des Klosters Mondsee in Oberösterreich geschaffenen Flügelaltar. Stifter war Abt Benedikt Eck von Piburg (auch: Benedikt Eck von Vilsbiburg), der 1471 auch den Pacher-Altar für die Wallfahrtskirche von St. Wolfgang in Auftrag gab. Der Künstler ist nicht namentlich überliefert. Im Baubuch des Klosters Nonnberg in Salzburg ist aber 1490 mehrmals ein Maler von Mondsee erwähnt. Tatsächlich waren damals in Mondsee zwei Maler ansässig, die beide um die Jahreswende 1498/1499 starben, und zwar Ruprecht Pichler und Hans Engelhart. Pichler war der Bruder des Abtes des Stiftes St. Peter in Salzburg, Engelhart stammte möglicherweise aus Nürnberg, da er sich auch Nürnberger nannte. Es gibt keine gesicherten Werkzuschreibungen für beide. Eine Identifizierung mit einem Bürger und Mitglied der Malergilde von Salzburg Heinrich Freudenfuß, der 1498 erwähnt wird, ist eher unwahrscheinlich.
Wie der Meister des Wiener Schottenaltars, der ihn wahrscheinlich beeinflusste, ist auch der Meister von Mondsee von niederländischen und oberrheinischen Vorbildern beeinflusst. Der Altar ist auch durch den ebenfalls vom Abt Benedikt vom Kloster Mondsee in Auftrag gegebenen Pacher-Altar von Michael Pacher aus den 1470er Jahren in der zum Kloster gehörigen Wallfahrtskirche St. Wolfgang beeinflusst.

## Werke (Auswahl)
Der Altar wurde vor 1828 zerlegt und verkauft. Die Bilder kamen in den Besitz des Fürsten Liechtenstein, der diese bis auf die Darstellung des zwölfjährigen Jesus im Tempel weiterverkaufte. Von dem Altar von Mondsee sind heute vier große, auf verschiedene Sammlungen aufgeteilte Bilder mit Szenen aus der Jugend Christi bekannt. Sie begannen mit der Anbetung der Könige, dann folgte die Darbringung und Beschneidung im Tempel und schließlich die Predigt des zwölfjährigen Jesus im Tempel. Von der Predella stammen die Flügel mit der Flucht aus Ägypten (außen: Heiliger Ambrosius) und mit dem vor einer Ährenkleidmadonna knienden, 1499 verstorbenen Stifter Abt Benedikt Eck von Piburg mit dem Heiligen Augustinus auf der Außenseite (der dargestellte Raum in der Flucht aus Ägypten ist die alte zerstörte romanische Marienkapelle des Mondseeklosters, die 1477 neu geweiht wurde). Die einst vorhandenen Reliefs an der Rückseite der Flügel wurden abgearbeitet, der Verbleib der Schreinfiguren ist unbekannt.

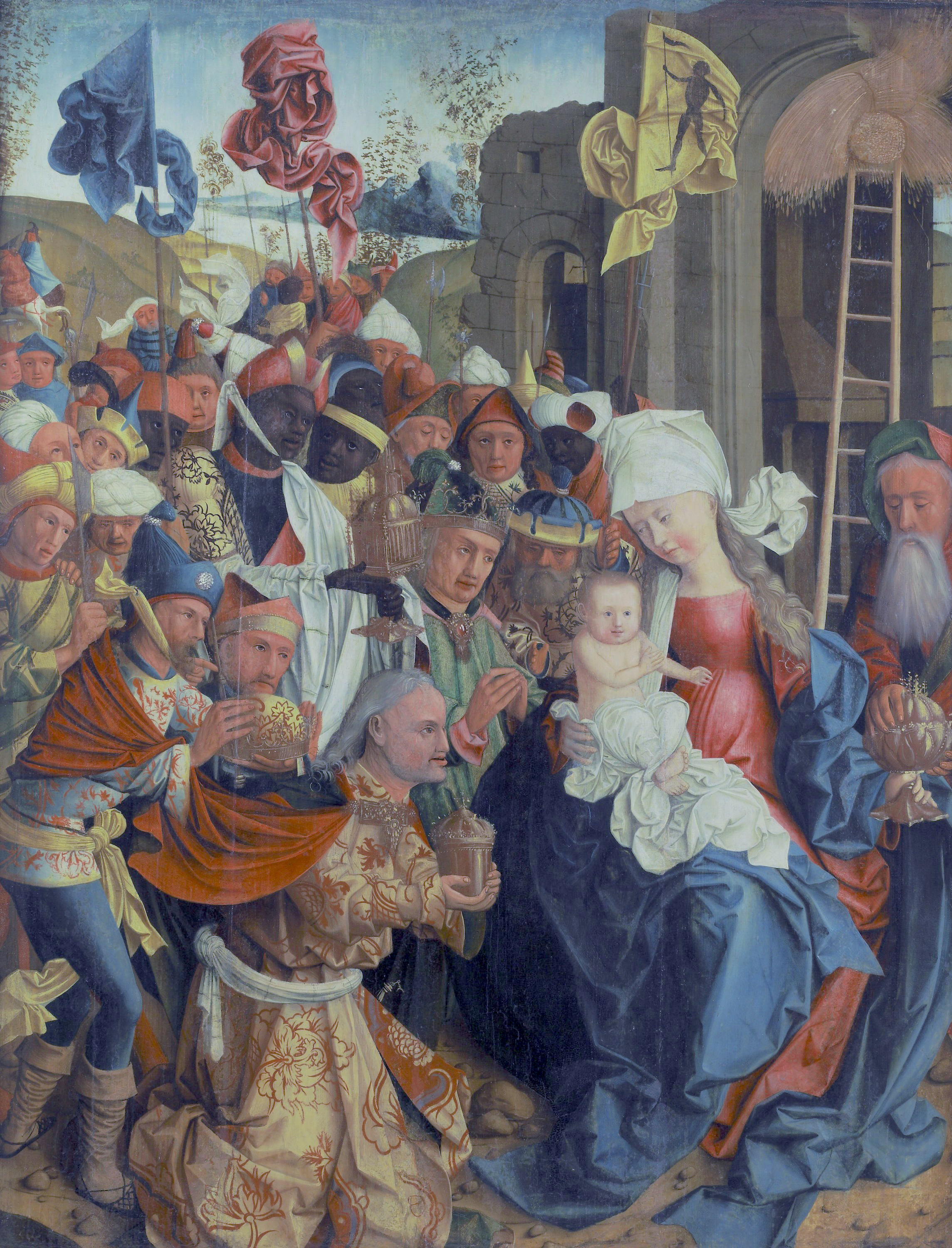
Anbetung der Könige

- Heiliger Hieronymus (Privatsammlung Krefeld), Heiliger Ambrosius (Privatsammlung Tutzing),[3] Seitenflügel aus einem Altar um 1480
- Anbetung der Könige, vor 1499, Linz, Oberösterreichisches Landesmuseum, Schlossmuseum, 113 × 87,5 cm, Inv.-Nr. G 2576, von einem Flügel des Mondseer Altars, 2000 aus Privatbesitz erworben. Der im Vordergrund kniende König mit rotem Mantel ist wahrscheinlich eine Darstellung von Kaiser Friedrich III. († 1493). Sein Begleiter, der den Mantel hält, ist möglicherweise Herzog Georg der Reiche von Bayern-Landshut, zu dessen Herrschaftsbereich Mondsee gehörte und der den Kaiser 1490 bei einem Krieg gegen die Ungarn unterstützte.[2]
- Darbringung, vor 1499, Linz, Oberösterreichisches Landesmuseum, Schlossmuseum, 114,7 × 88 cm, von einem Flügel des Mondseer Altars, 2014 aus Privatbesitz erworben.[2]
- Der zwölfjährige Jesus im Tempel, vor 1499, Vaduz, Fürst Liechtensteinsche Gemäldegalerie, 113 × 88 cm, von einem Flügel des Mondseer Altars
- Beschneidung Christi, vor 1499, Wien, Belvedere,[4] 113 × 87,5 cm, von einem Flügel des Mondseer Altars[5]
- Flucht nach Ägypten, vor 1499, Wien, Belvedere, von der Predella des Mondseer Altars
- Maria als Tempeljungfrau im Ährenkleid, vor 1499, Wien, Belvedere, von der Predella des Mondseer Altars
- Hl. Augustinus, vor 1499, Wien, Belvedere, von der Predella des Mondseer Altars
- Hl. Ambrosius, vor 1499, Wien, Belvedere, von der Predella des Mondseer Altars